# Helena Mathilda Lönegren
Helena Mathilda (Hélène) Lönegren, född Millde den 31 juli 1836 i Stockholm, död den 9 april 1901 på samma ort, var en svensk konstnär.
Hon var elev vid Fria konsternas akademi 1864–1867, och verkade som genremålare. Bland hennes arbeten märks målningen Musiklektionen. Hon var gift med sjökapten Löneberg.